# オリオル・ロセル
オリオル・ロセル（Oriol Rosell、1992年7月7日 - ）は、スペイン出身のサッカー選手。スポルティング・カンザスシティ所属。ポジションはMF。

## クラブ経歴
14歳だった2006年にFCバルセロナのアカデミーに入団。2012年1月14日、リザーブチームであるFCバルセロナBの試合に出場しプロデビューを果たした。
2012年8月、メジャーリーグサッカーのスポルティング・カンザスシティに移籍。
2014年6月3日、スポルティングCPに移籍。
2018年1月30日、オーランド・シティSCに移籍。
2021年12月21日、スポルティング・カンザスシティに2年契約で復帰。

## タイトル
スポルティング・カンザスシティ
- MLSカップ: 2013
- USオープンカップ: 2012

スポルティングCP
- タッサ・デ・ポルトガル: 2014–15